# Chilliwack-Kent (circonscription britanno-colombienne)
Pour les articles homonymes, voir Chilliwack (homonymie) et Kent (homonymie).
Circonscription électorale provinciale du Canada
Chilliwack-Kent est une ancienne circonscription provinciale de la Colombie-Britannique représentée à l'Assemblée législative de la Colombie-Britannique de 2001 à 2009 et de 2017 à 2024.

## Géographie
En 2020, la circonscription représente une partie de la ville de Chilliwack et les villes de Hope et Kent dans le district régional de Fraser Valley. Elle inclut également les communautés de Lindell Beach (en), Bridal Falls (en), Harrison Mills et Hemlock
Valley.

## Liste des députés
| Législature                                         | Années                                              | Député                                              | Député                                              | Parti                                               |
| Chilliwack-Kent Circonscription issue de Chilliwack | Chilliwack-Kent Circonscription issue de Chilliwack | Chilliwack-Kent Circonscription issue de Chilliwack | Chilliwack-Kent Circonscription issue de Chilliwack | Chilliwack-Kent Circonscription issue de Chilliwack |
| --------------------------------------------------- | --------------------------------------------------- | --------------------------------------------------- | --------------------------------------------------- | --------------------------------------------------- |
| 37e                                                 | 2001–2005                                           |                                                     | Barry Penner (en)                                   | Libéral                                             |
| 38e                                                 | 2005–2009                                           |                                                     | Barry Penner (en)                                   | Libéral                                             |
| Chilliwack-Hope (2009-2017)                         |                                                     |                                                     |                                                     |                                                     |
| 41e                                                 | 2017–2020                                           |                                                     | Laurie Throness (en)                                | Libéral                                             |
| 42e                                                 | 2020–2024                                           |                                                     | Kelli Paddon (en)                                   | Néo-démocrate                                       |
| Circonscription abolie, voir Chilliwack-Cultus Lake |                                                     |                                                     |                                                     |                                                     |

## Résultats électoraux
2017-2024
2001-2009